# Stephania Duque
Andrea Stephanie Duque Pinzón (Bogotá, Cundinamarca, Colombia, 22 de julio de 1993) es una actriz, modelo y presentadora de televisión colombiana, reconocida principalmente por su papel de Mariana Sanín Santana en las series de televisión Sin senos sí hay paraíso y El final del paraíso.y Adriana Mora en Rigo. 

## Carrera
Duque empezó a desempeñarse como modelo en su adolescencia y años más tarde se presentó a varios castings de actuación mientras cursaba estudios de diseño industrial. En 2013 obtuvo una pequeña participación en el seriado Mentiras perfectas en el papel de Camila y un año después recibió una nominación a los Premios TV y Novelas en la categoría de mejor presentador de entretenimiento por su participación como presentadora del programa de variedades Nickcity.
En el año 2017 consiguió el papel antagónico de Mariana Sanín en la serie de televisión Sin senos si hay paraíso, logrando reconocimiento en su país natal y su primer Premio TV y Novelas en la categoría de mejor actor o actriz revelación. Duque repitió su papel en El final del paraíso, seriado de 2019.

## Filmografía

### Televisión
| Año       | Título                        | Personaje                               | Canal                 |
| --------- | ----------------------------- | --------------------------------------- | --------------------- |
| 2023-2024 | Rigo                          | Adriana Mora                            | Canal RCN             |
| 2022      | Aló, ¿quién es?               | Milena Méndez / Milena Maldonado Méndez | Canal RCN             |
| 2022      | Hasta que la plata nos separe | Milena Méndez / Milena Maldonado Méndez | Canal RCN / Telemundo |
| 2022      | Te la dedico                  | Rosa Gómez (joven)                      | Canal RCN             |
| 2021-2022 | La nieta elegida              | Laura Roldán                            | Canal RCN             |
| 2021      | Enfermeras                    | Luciana                                 | Canal RCN             |
| 2021      | Las flores de la guerra       | Rosa                                    | Canal Trece           |
| 2019      | El final del paraíso          | Mariana Sanín Santana                   | Telemundo             |
| 2017-2018 | Sin senos si hay paraíso      | Mariana Sanín Santana                   | Telemundo             |
| 2013-2014 | Mentiras perfectas            | Camila                                  | Caracol Televisión    |
| 2012-2016 | Tu voz estéreo                | Varios personajes                       | Caracol Televisión    |

### Programas
| Año       | Título    | Rol          | Canal  |
| --------- | --------- | ------------ | ------ |
| 2012-2015 | Nick City | Presentadora | Citytv |

## Premios y nominaciones

### Premios TV y Novelas
| Año  | Categoría                            | Obra                     | Resultado |
| ---- | ------------------------------------ | ------------------------ | --------- |
| 2014 | Mejor presentador de entretenimiento | Nickcity                 | Nominada  |
| 2018 | Mejor actor o actriz revelación      | Sin senos sí hay paraíso | Ganadora  |